# SN 2009gn
SN 2009gn – supernowa odkryta 26 maja 2009 roku w galaktyce A160523-1608. W momencie odkrycia miała maksymalną jasność 18,00m.